# Centre récréatif de Saint-Félicien
Le Centre récréatif de Saint-Félicien est un équipement sportif de Saint-Félicien a récemment (en 2007) été modernisé grâce à une subvention du Gouvernement du Québec.